# Coenonympha rufobrunnea
Coenonympha rufobrunnea är en fjärilsart som beskrevs av Warnecke 1942. Coenonympha rufobrunnea ingår i släktet Coenonympha och familjen praktfjärilar. Inga underarter finns listade i Catalogue of Life.